# Guérin Lebrun
Guérin Lebrun (overleden: 1236) was van 1231 tot aan zijn dood de 16de grootmeester van de Orde van Sint-Jan van Jeruzalem. Hij volgde Bertrand de Thessy op.
Over het leven van Lebrun is niet veel bekend, maar Lebrun stierf in gevangenschap bij de Egyptische kalief Al-Makil in 1236. Hij werd opgevolgd door Bertrand de Comps.